# Cuttyhunk
Cuttyhunk, auf Englisch: Cuttyhunk Island, ist die äußerste Insel im Südwesten der Inselgruppe Elizabeth Islands im Dukes County des US-Bundesstaats Massachusetts.

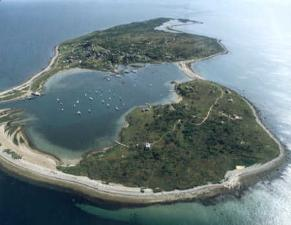
Luftaufnahme der Insel Cuttyhunk

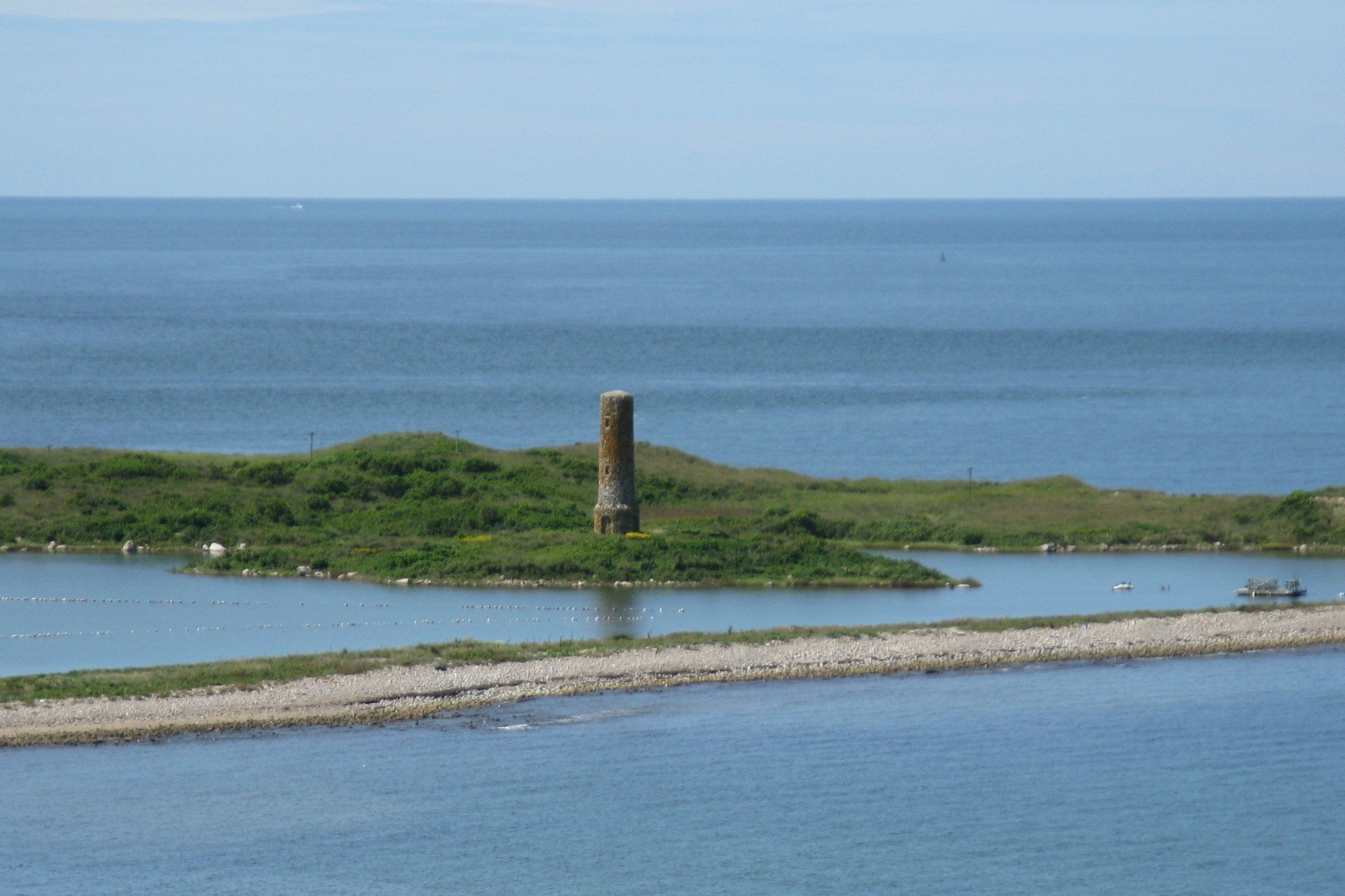
Bartholomew Gosnold–Denkmal

## Geografie
Die Insel ist mit einer Fläche von 2,347 Quadratkilometern die viertgrößte der 14 Elisabeth-Inseln. Sie befindet sich zwischen der Buzzards Bay im Norden und dem Vineyard Sound im Süden. Sie ist durch den Canapitsit Channel von der Nachbarinsel Nashawena Island getrennt. Im Nordosten bilden die zwei kleinen Halbinseln Canapitsit und Copicut Neck einen großen natürlichen Hafen. Der höchste Punkt der Insel liegt auf der Anhöhe Lookout Hill mit 47 Metern über Meer.
Das Dorf Cuttyhunk hat 52 Bewohner und gehört zur Stadt Gosnold.
Rund die Hälfte der Insel bildet ein Naturschutzgebiet, in dem verschiedene Vogelarten vorkommen, vor allem der Gelbfuß-Regenpfeifer, die Antillenseeschwalbe und der Massachusetts–Austernfischer.

## Geschichte

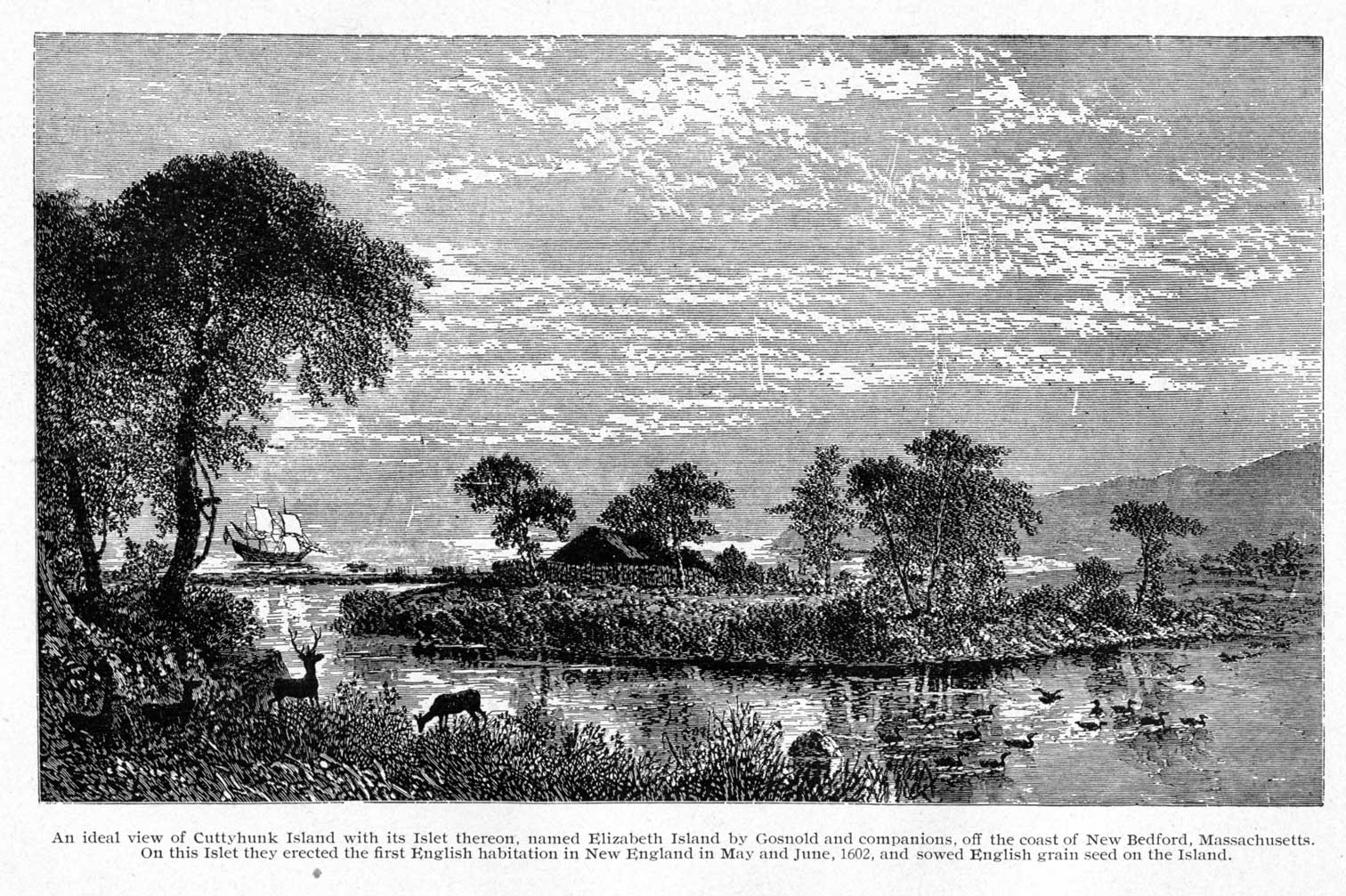
Zeichnung des ersten Forts auf Cuttyhunk

Die Ureinwohner vom Volk der Wampanoag nannten die Insel Poocuohhunkkunnah. Im Jahr 1602 kam der englische Entdecker Bartholomew Gosnold mit dem Schiff The Concord nach Landungen bei Kennebunkport in Maine, Cape Cod und Martha’s Vineyard auch zu dieser Insel, der er den neuen Namen Cuttyhunk gab. Mit seiner Mannschaft baute er ein kleines Fort, bevor die Expedition nach England zurückkehrte. Am West End Pond steht ein Denkmal für den Entdecker der Insel Bartholomew Gosnold.
Neben der Landwirtschaft und der Fischerei fanden die Bewohner eine weitere Tätigkeit mit dem Lotsendienst für ankommende Schiffe in den schwierigen Gewässern mit zahlreichen Riffen rund um die Inselgruppe. Im frühen 20. Jahrhundert begleiteten die Lotsen von Cuttyhunk oft mehr als 10 Schiffe täglich durch die Buzzards Bay zur Hafenstadt New Bedford. Cuttyhunk ist bekannt für die Fischerei nach Streifenbarschen.
1847 richtete die Massachusetts Humane Society Rettungsstationen auf den Elisabeth-Inseln ein, mit deren Material die Inselbewohner Schiffen in Not zu Hilfe eilen konnten. Auf dem Hügel steht ein Bunker der United States Coast Guard aus dem Jahr 1941, der im Zweiten Weltkrieg als U-Boot-Spähposten genutzt wurde. Der Cuttyhunk-Leuchtturm im Westen der Insel bestand seit 1823 und wurde 1947 stillgelegt und durch ein Gittermast-Leuchtfeuer ersetzt.

## Schiffshavarien
An der Südspitze der Elisabeth-Inseln bei Cuttyhunk sind immer wieder Schiffe untergegangen, zum Beispiel:
- am 24. Februar 1893 das Schiff Aquatic
- am 27. November 1898 der Passagier- und Frachtdampfer Fairfax (im verheerenden Sturm Portland Gale, dem vor den Küsten von Neuengland über 150 Schiffe zum Opfer fielen)
- am 26. August 1924 der Walfänger Wanderer

Im Monat August 1992 lief das Cunard-Passagierschiff Queen Elizabeth 2 auf ein in den Seekarten noch nicht verzeichnetes Riff südöstlich von Cuttyhunk und erlitt schwere Schäden an der Schiffshülle.